# Mathilde Androuët
Mathilde Androuët (nascida a 3 de julho de 1984) é uma política francesa. Foi eleita Membro do Parlamento Europeu (MEP) como membro do Reagrupamento Nacional (integrante do grupo Identidade e Democracia) nas eleições parlamentares europeias de 2019.

## Juventude
Androuët nasceu a 3 de julho de 1984 em Rueil-Malmaison, Paris, França. O seu pai, Didier Palix, foi candidato ao Movimento Republicano Nacional em 2001 e disputou as eleições departamentais francesas de 2015 em nome da Frente Nacional. Ela cresceu em Chatou e Houilles, na região de Île-de-France. Androuët formou-se na Sciences Po Aix em Aix-en-Provence. Após a formatura, ela trabalhou para o think tank liberal Terra Nova por seis meses em 2010.
Ela tornou-se membro da Frente Nacional em 2011. Em 2014, ela tornou-se assistente parlamentar de Florian Philippot. Androuët disputou as eleições legislativas francesas de 2017 no 11º círculo eleitoral de Yvelines, mas terminou em 5º lugar na primeira volta.

## Parlamento Europeu
Ela candidatou-se pelo Reagrupamento Nacional na França nas eleições parlamentares europeias de 2019. Androuët ocupava o 22º lugar na lista do seu partido e foi eleita um dos 22 deputados ao Parlamento Europeu. No parlamento europeu, ela é membro do grupo Identidade e Democracia, e também é membro da Comissão do Desenvolvimento Regional.